# Universal Destinations & Experiences

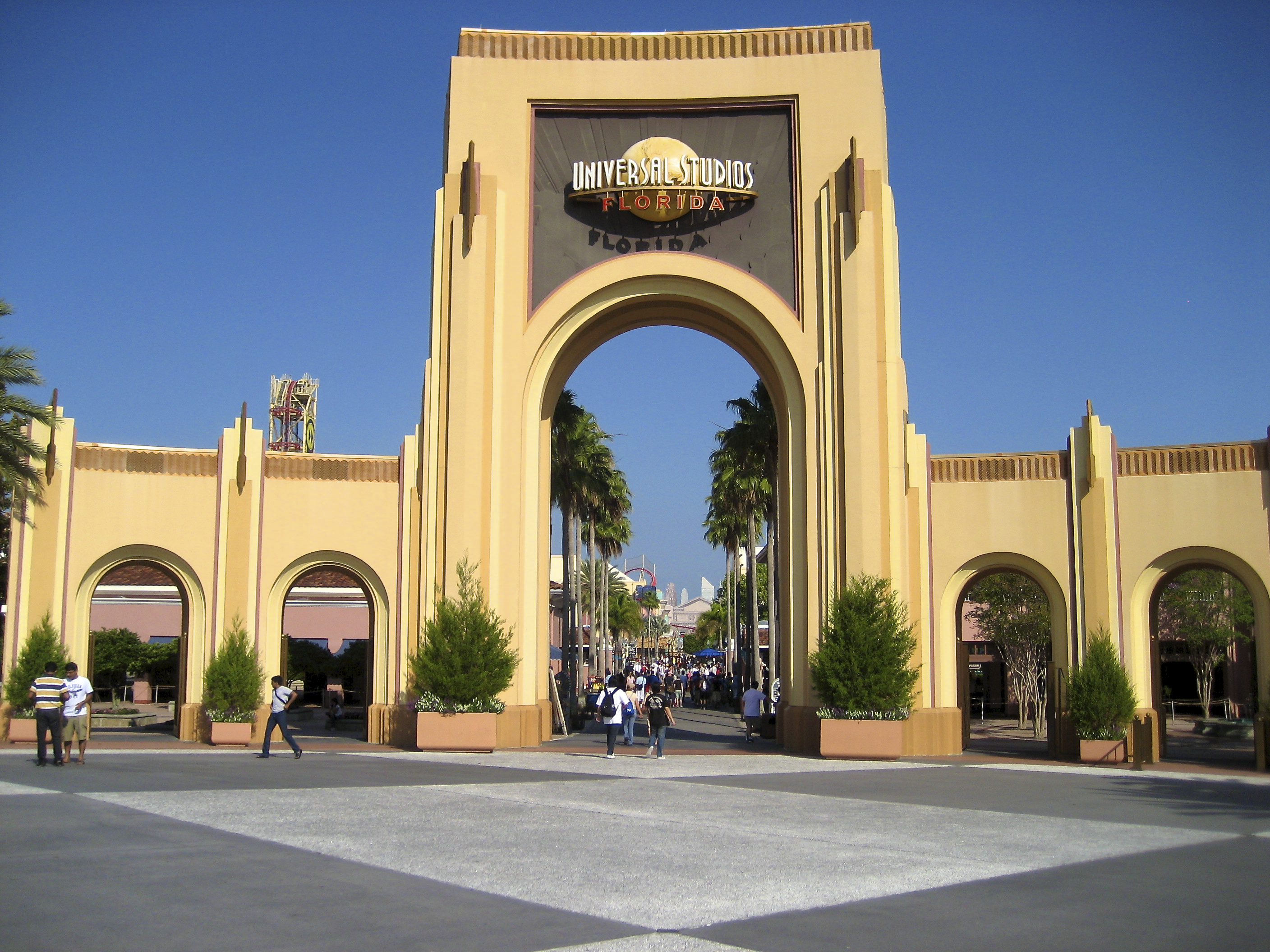
Entrén till Universal Studios Florida.

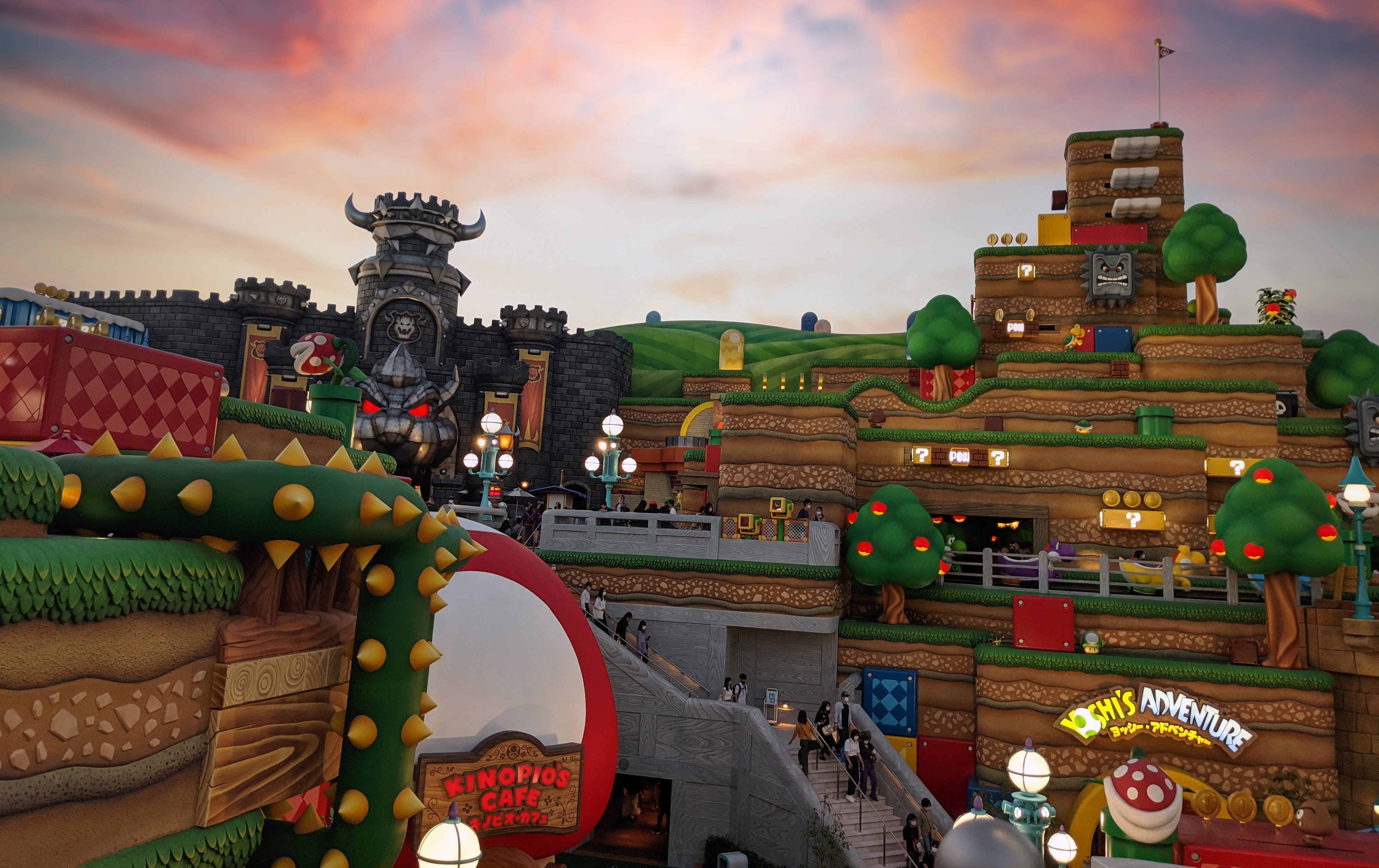
Super Mario World på Universal Studios Japan som öppnades under 2021.

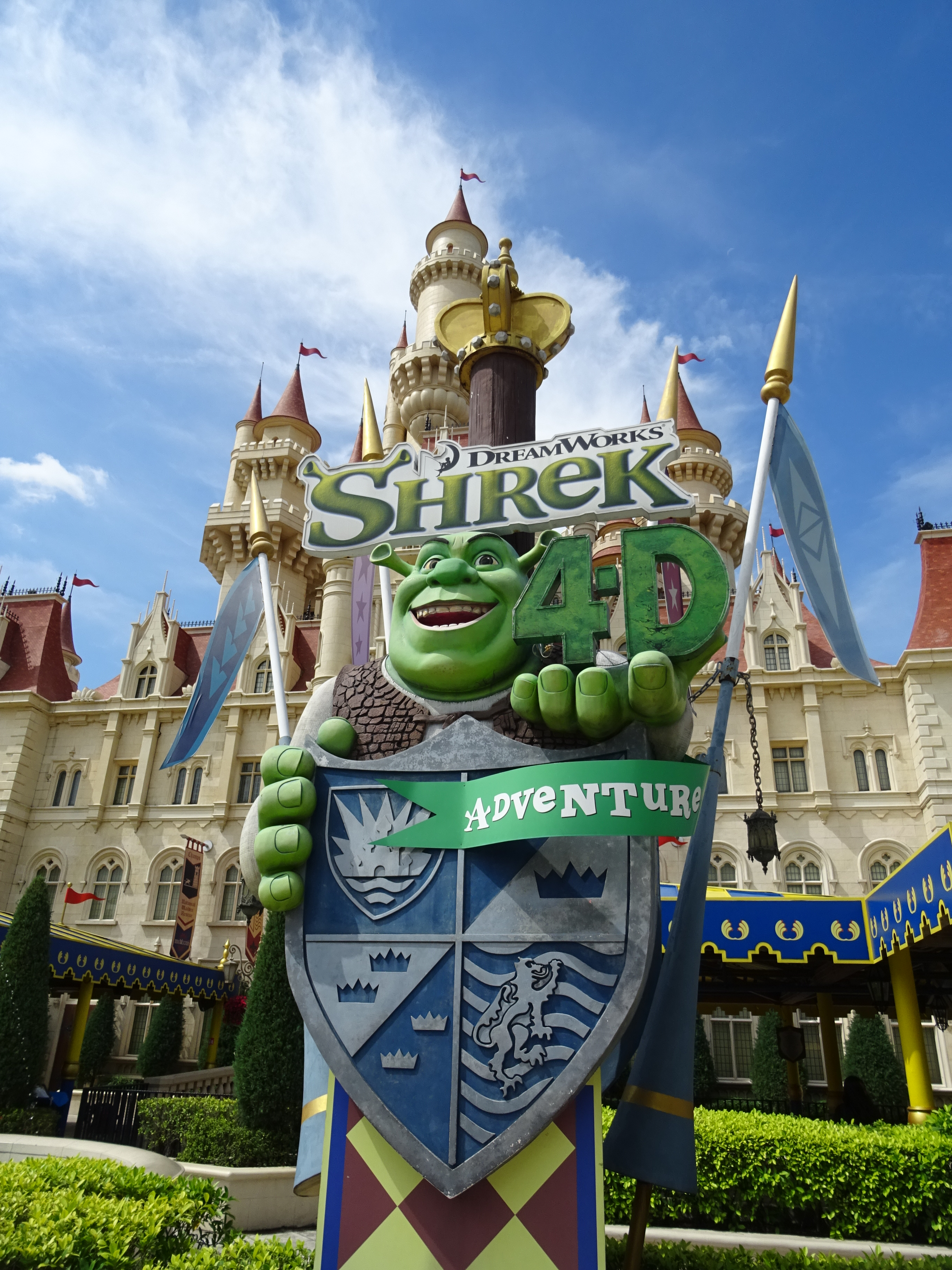
Shrek 4-D på Universal Studios Singapore.

Universal Destinations & Experiences är en avdelning inom NBCUniversal, ett helägt dotterbolag till Comcast, som driver företagets Universal temaparker.

## Bakgrund
Ursprunget till Universals temaparker är de publika rundturerna på Universal Studios i Universal City i Los Angeles County redan i början av 1900-talet under grundaren Carl Laemmles tid. På 1960-talet återinrättades en publik rundtur (engelska: Studio Tram Tour) i och kring dess permanenta utomhusmiljöer. Successivt blev rundturen grundplåten till en egen temapark, Universal Studios Hollywood.
1990 öppnades den första helt nybyggda Universal-parken, Universal Studios Florida i Orlando där redan SeaWorld och Walt Disney World fanns. Steven Spielberg fanns med från bygget av temaparken i Florida och har tjänat multum i ett lukrativt kontrakt som "kreativ konsult".
Parkerna använder såväl moderbolagets egna immateriella egendom, exempelvis Jurassic Park/Jurassic World och figurer från Dreamworks Animation, liksom rättigheter tillhörande tredjepartsföretag på licens, exempelvis Harry Potter och Super Mario.

## Temaparker
| Namn | Öppnad | Plats                            | Ägarskap                                                                           | Not         |
| --- | ------ | -------------------------------- | ---------------------------------------------------------------------------------- | ----------- |
| Universal Studios Hollywood | 1964   | Universal City, Kalifornien, USA | NBCUniversal                                                                       | [ 1 ] [ 3 ] |
| Universal Orlando Resort innehåller två temparker, Universal Studios Florida och Universal's Islands of Adventure (öppnad 1999) | 1990   | Orlando, Florida, USA            | NBCUniversal                                                                       | [ 1 ]       |
| Universal Studios Japan | 2001   | Osaka, Japan                     | NBCUniversal                                                                       | [ 1 ]       |
| Universal Studios Singapore | 2010   | Singapore                        | Drivs av Genting Singapore på licens från NBCUniversal                             | [ 1 ]       |
| Universal Beijing Resort | 2021   | Tongzhou, Beijing, Kina          | Joint venture mellan NBCUniversal och Beijing Shouhuan Cultural Tourism Investment | [ 4 ]       |

Planer finns för nya temaparker i Storbritannien och Sydkorea. Planer fanns från dåvarande ägaren MCA på Universal-parker i Frankrike, Storbritannien och Tyskland på 1980 och 1990-talet som aldrig förverkligades pga Euro Disneys lönsamhetsproblem. Universal var mellan 1998 och 2004 delägare i PortAventura i Spanien.